# عباس معیری
عباس معیری نقاش، پیکرتراش و نگارگر ایرانی (۱۳۱۸ تا ۱۳۹۹ خورشیدی) در شهر رشت بود.

## زندگی‌نامه
عباس معیری، سال ۱۳۱۸ خورشیدی در شهر رشت به دنیا آمد. پس از دریافت دیپلم «هنرهای سنتی» از هنرستان هنرهای زیبای تهران به دانشکدهٔ هنرهای تزئینی رفت و پس از شش سال آموختن «مجسمه‌سازی»، در سال ۱۳۴۶ بار دیگر به هنرستان هنرهای زیبا بازگشت تا جانشین حسین بهزاد شود. او هنر مینیاتور ایرانی را زیر نظر استادان مشهور این رشته مانند حسین بهزاد آموخت و از شاگردان محمدعلی زاویه و اسماعیل آشتیانی نقاشان سرشناس ایرانی بود. او تا هنگام ترک ایران در سال ۱۳۴۹ کرسی استادی مینیاتور ایرانی را در این هنرستان در اختیار داشت و برای تکمیل دانش و کاردانی خود راهی فرانسه شد و سال‌ها پس از آن در فرانسه، تعلیم مینیاتور ایرانی را در دو مرکز آموزش هنر وابسته به شهرداری پاریس از سرگرفت و شاگردان فراوانی تربیت کرد. عباس معیری، بیش از بیست مدال و دیپلم بین‌المللی دریافت داشته و آثارش در بیش از سی نمایشگاه فردی و چند صد نمایشگاه جمعی به نمایش درآمده است.وی بیش از ۵۰ کنفرانس در مورد سنت و ریشه نقاشی ایران برای فارسی زبانان و علاقمندان در شهرهای مختلف اروپا برگزار کرده‌است. در سال ۲۰۱۶ نیز به دعوت دولت کره جنوبی به آنجا سفر کرد و یکی از تابلوهای وی نیز برای موزه سئول خریداری شد. در سال ۱۹۷۳ پس دریافت جایزه معتبری در شهر «نیس» نام او به عنوان نقاش در دانشنامه هنرهای زیبا و کتاب کلکسیونرها در فرانسه به ثبت رسید.نمایشگاهی از آثارش در سال ۱۳۵۶ در ایران برگزار شد و پس از آن به دلیل آن که در زمره منتقدان جمهوری‌اسلامی ایران قرار گرفت، عملاً و تا قبل از سال ۹۷ هیچ خبری از او در دسترس نبود. تنها در این سال نمایشگاه مرور آثار وی شامل مجسمه، طراحی، نقاشی، نگارگری و اسناد و تصاویری از فعالیت‌های او در سینما و تئاتر در دهه‌های ۴۰ و ۵۰ خورشیدی در گالری شیرین به نمایش درآمد. معیری شخصیتی چند وجهی داشت، از یک طرف بازیگر تئاتر بود و از طرف دیگر در یکی از فیلم‌های متفاوت تاریخ سینمای ایران، «سیاوش در تخت جمشید»، ایفای نقش کرد، سه‌تار می‌زد و برای مدتی شاگرد سه‌تار موسی‌خان معروفی، ردیف‌دان برجسته و پدر جواد معروفی، بود و از این‌ها مهم‌تر، هنرمندی بود که روایتگر نوع خاصی از مینیاتور ایرانی شد و دو هنر نقاشی و مجسمه‌سازی را به عنوان پیشه‌های اصلی هنری خود تا زمان مرگ ادامه داد.عباس معیری در حرفه بازیگری تئاتر نیز تجربه همکاری با بهمن محصص، خجسته کیا، آربی آوانسیان، ایرج انور، پیتر بروک و شهرو خردمند را داشته‌است.عباس معیری بازیگر اصلی فیلم «سیاوش در تخت جمشید» به کارگردانی فریدون رهنما در سال ۱۳۴۶ بود که از جشنواره لوکارنو نیز جایزه دریافت کرد. معیری ۳ آبان ۱۳۹۹ در بیمارستان سن ژوزِف پاریس درگذشت.
برخی خبرگزاری‌های ایران از خریداری برخی آثار عباس معیری از سوی موزه لوور خبر دادند.

## افتخارات
عباس معیری در ۵ اکتبر سال ۲۰۱۹ مدال و دیپلم افتخار شهر «لیوری گَرگان» را در نخستین روز گشایش نمایشگاه‌اش از ژان ایو مارتن شهردار این شهر دریافت کرد.